# デコボコーン!
『デコボコーン!』は、関西テレビで2012年から2013年まで放送されていた子供番組。

## 概要
関西テレビとタツノコプロの共同制作による子供番組。視聴ターゲットは4歳から6歳の未就学児を設定。タツノコプロは番組メインキャラクターの制作およびアニメパートを担当。
ひょんなことからリサイクルショップに並んでいた『物』にココロが宿って生まれたオバケたちが、メイちゃんという女の子に出会い、人間界に飛び出してきてメイちゃんの案内でいろんなことを体験するという内容。番組は実写パートとアニメパートで構成。実写パートではオバケ3匹は着ぐるみで登場。金谷ヒデユキら声優がアフレコを担当する。スタジオ部分はヴァーチャルスタジオ撮影。
2012年11月25日、関西テレビ主催の屋外イベント『開局55年目突入だよ!GO!GO!カンテ〜レ感謝祭』（於：扇町公園）にて初のステージショー「みんな集まれ!デコボコーン!ショー」が行われた。また、番組キャラクターたちは会場ブース「キャラクターカフェ」にも登場（着ぐるみ）。番組グッズとして3キャラクターのネームホルダーが販売された。
同局はフジテレビ系列局として、これまでタイムボカンシリーズをはじめ数多くのタツノコアニメを放映。同番組開始の前年にもコラボ企画「懐かしアニメ第1話特集あなたが決めるベスト1」を実施している。

## キャスト
メイちゃん：高橋萌衣
歌と踊りが大好きな女の子。トレードマークは2段重ねのお団子ヘアなどユニークな髪型。
デコボコーン（デコボコトリオ）
- モッシー：栗山拓也（声）

携帯電話に魂が宿った男の子型ロボット。物知りで生真面目、ちょっと恐がり。口癖は語尾が「です・ます」調になる。一人称は「わたくし」。黄緑のボディでディスプレイ部分に顔が表示される。赤いメガネを着用。
- ポヨリン：高田千裕（声）

ゴムまりに魂が宿ったお転婆な女の子。ピンクのボディで金髪の頭に大きなリボンをつけている。口癖で語尾に「のん」を付ける。一人称は「わたし」。
- うさやん：金谷ヒデユキ（声）

うさぎのぬいぐるみに魂が宿った男の子。マイペースなひねくれもの。3匹で唯一関西弁を話す。口癖で語尾に「やん」を付ける。一人称は「ワシ」。水色のボディでオレンジ色のマスクをいつも被っている。うさぎの姿をしているけどニンジンが苦手。
めぐみおねえさん：中島めぐみ（関西テレビアナウンサー）
メイちゃんとデコボコトリオを見守るお姉さん。スタジオ部分のみ登場。

### コーナー出演
弟子にしてください!
- 幸田雛子、堤知希、永利優妃

## コーナー

### レギュラーコーナー
メイのデコボコ絵日記
メイちゃんがデコボコーン3匹（着ぐるみ）と街に飛び出し、いろんなことに挑戦するロケ企画。間に視聴者へクイズが出題される。
デンガナマンガナたいそう
大阪にちなんだ言葉が歌詞にたくさん盛り込まれたユニークな曲のリズムに合わせて、スタジオでメイちゃんが子供たちと一緒に体操する。体操は第1と第2がある。
これなーんだ?
いろいろなモノや生き物の一部や模様が大写しされた映像を手がかりに、「これなーんだ?」の呼びかけで、それが何か答えてもらう映像クイズ。
ずっとみてられる!
理髪店の回転看板や蛇口から垂れる水滴といった思わず「ずっと見てられる」とつぶやいしてしまうモノを映像で紹介。
アニメ
デコボコトリオが暮らすリサイクルショップを舞台に繰り広げられるショートアニメ。メイちゃんは登場しない。内容は毎回リサイクルに関連。サブタイトルは「○○○のまき」が定型で○○○の部分が各回異なる。
デコボコ ハッピーデー
番組の終わりにメイちゃん、デコボコーン、めぐみ姉さんが歌に合わせて踊る。エンディングタイトルバック。

### コーナー他
※全部メイちゃん、デコボコーン3匹の登場なし。
弟子にしてください!
世の中にある様々な仕事の、その道の達人にお友達（子役タレントたち）が弟子入りして体験学習するロケ企画。
うたのアニキのおうた
アニキ（水木一郎）が子どもに役立つ歌を披露する。
へんしん!ボコ〜ン!
ハカセ（もう中学生）の指導のもと、お友達が段ボール工作で変身する。
ジーコ隊長とゆくぞ〜!デコボコ探検隊
キャンプの達人・ジーコ隊長（大西ライオン）とお友達が一緒にいろんな場所を探検する。
ピカ子のみわくのヘンシンルーム
美を愛する魔法使いピカ子（本田ヒカル）が、お店にやってきたお客様（子ども）の願いをきいてメイクアップ&コーディネート。美の合言葉「ピッカピカのピリンコ〜」を唱えて素敵に変身させる。タイトルやコンセプトが、かつての同局の看板番組『ノックは無用!』の人気企画「魅惑の変身」と類似。

## テーマソング
オープニングテーマ
- 「デコボコーン!のうた」 作詞・作曲・編曲：青木多果（metro trip） / 歌：水木一郎 / コーラス：稲葉リノ、青木多果

エンディングテーマ
- 「デコボコハッピーデー」 作詞・作曲：オカダユータ / 編曲：青木多果 / 歌：メイちゃん（高橋萌衣）

コーナー曲
- 「デンガナマンガナたいそう」 作詞・作曲・編曲：青木多果 / 歌：デコボコブラザーズ（青木多果&原一博(Rap)）

## スタッフ
- 青木多果（音楽)
- 池上陽平（タツノコプロ）
- 石田良平（CG）
- 岡本圭太（メディアプルポ/演出ディレクター）
- 須平敦宣（放送作家）
- 関本薫子（AD）
- 田島ひかる（AD）
- チェ・ウニョン（アニメーター/美術監督）
- 角田忍（メディアプルポ/プロデューサー）
- 戸張園子（デザイン協力）
- 藤尾勉（タツノコプロ）
- 本田雅也（脚本家）
- 宮田吉徳（AD）
- モギシンゴ（タツノコプロ/キャラクターデザイン）
- 和田里美（タツノコプロ）
- 渡辺麻貴子（タツノコプロ）
- 技術協力：エクサインターナショナル、SoulDressingStudio、THE TUBE、戯音工房、テレプロ、HALF H・P STUDIO
- 着ぐるみ制作：株式会社リップ
- キャスティング協力：セントラル子供タレント、劇団ひまわり、アヴァンセ
- 制作協力：メディアプルポ
- アニメーション制作：タツノコプロ
- 制作著作：関西テレビ

※エンディングクレジットは、人名はすべて五十音順、ひらがな表記、役割表示なし。

## 放送リスト
| 回 | 放送日         | 放送時間          | 備考                                                      |
| -- | -------------- | ----------------- | --------------------------------------------------------- |
| 1  | 2012年1月28日  | 土曜 9:55 - 10:50 | ゲスト：水木一郎、もう中学生                              |
| 2  | 2012年4月8日   | 日曜 6:30 - 7:00  | #1を30分×2に再編集して放送                                |
| 3  | 2012年4月15日  | 日曜 6:30 - 7:00  | #1を30分×2に再編集して放送                                |
| 4  | 2012年8月12日  | 日曜 6:30 - 7:00  | ゲスト：大西ライオン                                      |
| 5  | 2012年9月16日  | 日曜 6:30 - 7:00  | ゲスト：彦摩呂                                            |
| 6  | 2012年10月14日 | 日曜 6:30 - 7:00  | ゲスト：本田ヒカル                                        |
| 7  | 2013年5月13日  | 月曜 4:55 - 5:00  | #1の再編集版（実写パートなし アニメ、映像コーナーのみ）   |
| 8  | 2013年5月14日  | 火曜 4:45 - 5:00  | #1-6の再編集版（実写パートなし アニメ、映像コーナーのみ） |
| 9  | 2013年5月24日  | 金曜 4:45 - 4:51  | #1-6の再編集版（実写パートなし アニメ、映像コーナーのみ） |
| 10 | 2013年5月27日  | 月曜 4:50 - 4:52  | アニメのみ                                                |